# آر استنلی ویلیامز
 آر استنلی ویلیامز (انگلیسی: R. Stanley Williams؛ زاده ۱۹۵۱) یک فیزیک‌دان اهل ایالات متحده آمریکا است.